# Jamie Bell
Jamie Bell (rođen kao Andrew James Matfin Bell 14. ožujka 1986.) je engleski glumac. Najpoznatiji je po glavnoj ulozi u filmu Billy Elliot za koju je dobio BAFTA nagradu za najboljeg glavnog glumca.

## Životopis

### Rani život
Rođen je u Billinghamu u Engleskoj, gdje je odrastao s majkom i starijom sestrom. Bellov otac napustio ih je nakon njegova rođenja. Bio je učenik škole Northfield School, kasnije i Stagecoach Theatre School. Kao član National Youth Music Theatre-a nastupao je u njihovoj verzije komada Bugsy Malone zajedno s budućim zvijezdama Hannom Spearitt i Sheridan Smith.
Uzimao je satove baleta od svoje šeste godine zbog čega je dobio nadimak Ballerina Boy. To iskustvo kasnije mu je pomoglo dobiti ulogu u nagrađivanom filmu Billy Elliot.

### Karijera
Jamie je 2001. postao počasnim predsjednikom žirija Giffoni Film Festivala.  Od kad je debitirao u Billy Elliotu, pojavio se u različitim ulogama poput šepavog sluge Smikea iz filma Nicholas Nickleby, mladog vojnika u Deathwatch, odbjeglog tinejdžera u filmu Iza vanjštine, mladog Dicka Dandeliona u Draga Wendy te nezadovoljnog Deana u Izbrisanima. Njegove novije uloge su u filmovima Petera Jacksona, King Kong, i Clinta Eastwooda, Zastave naših očeva.
U srpnju 2007. predstavio je svoj film Hallam Foe na Motovun Film Festivalu, a početkom 2008. u kina je stigao Jumper u kojem glumi s Haydenom Christensenom i Rachel Bilson.

### Osobni život
Jamie je upoznao Evan Rachel Wood na snimanju spota za pjesmu "Wake Me Up When September Ends" grupe Green Day još 2005. Zajedno su ostali do početka 2007. godine. Kao podsjetnik na nju ima tetovirano slovo E na nadlaktici desne ruke. Prekinuli su kada je Evan počela vezu s rockerom Marilynom Mansonom.

## Filmografija
| Godina | Film                                  | Uloga                                   |
| ------ | ------------------------------------- | --------------------------------------- |
| 2000   | - Billy Elliot                        | - Billy Elliot                          |
| 2002   | - Deathwatch - Nicholas Nickleby      | - Pfc. Charlie Shakespeare - Smike      |
| 2004   | - Iza vanjštine                       | - Chris Munn                            |
| 2005   | - Draga Wendy - Izbrisani - King Kong | - Dick Dandelion - Dean Stiffle - Jimmy |
| 2006   | - Zastave naših očeva                 | - Ralph Ignatowski                      |
| 2007   | - Hallam Foe                          | - Hallam Foe                            |
| 2008   | - Jumper - Prkos                      | - Griffin - Asael Bielski               |

## Vanjske poveznice
- Jamie Bell u internetskoj bazi filmova IMDb-u (engl.)